# Сельга (Олонецкий район)
Се́льга (лив.-карел. Suuriselgy; также Больша́я Се́льга) — старинная карельская деревня в составе Куйтежского сельского поселения Олонецкого национального района Республики Карелия.

## Общие сведения
Располагается на юго-западе Олонецкой равнины, на водоразделе рек Олонка и Мегрега, на берегу лесной ламбы (в части Большой Сельги) в 16 км от города Олонца.

## История
Первые документальные сведения о Большой Сельге относятся к 1706 году: согласно Переписной книге Олонецкого уезда, в то время здесь насчитывалось 5 жилых и 5 пустых дворов с 10 жителями. Хотя более ранние записи 1678 года не сохранились, значительное количество дворов в начале XVIII века и упоминания о покинувших деревню жителях позволяют предположить, что поселение возникло не позднее конца XVII века.
В соответствии с записями Олонецкого Николаевского собора, к 1855 году в Большой Сельге уже стояла деревянная Введенская часовня, возведённая вероятно в первой половине XIX века (точная дата простойки неизвестна). Позже, в последней четверти столетия, часовню расширили за счёт паперти и дополнили колокольней. Этот период совпал с ростом деревни: если в 1873 году здесь было 17 дворов и 124 жителя, то к 1905 году их число увеличилось до 24 дворов и 198 человек.
На рубеже XIX—XX веков Большая Сельга выделялась зажиточностью среди других карельских деревень. Деревня относилась к Улванскому обществу Рыпушкальской волости Олонецкого уезда Олонецкой губернии. По данным 1905 года, здесь на один двор приходилось значительно больше скота, чем в среднем по Улванскому обществу, волости, уезду и губернии. Например, поголовье лошадей превышало среднеуездные показатели на 86 %, а крупного рогатого скота — на 119 %. В деревне также имелась единственная в Улванском сельском обществе школа.
Деревня продолжала расти до конца 1920-х годов. В 1926 году здесь насчитывалось 55 хозяйств (из них лишь 4 некрестьянских) с 275 жителями, а к 1933 году население достигло 296 человек. Согласно исследованиям Р. М. Габе, в 1920-е годы, помимо жилых домов и бань, в деревне было 14 амбаров, 2 риги, часовня и кооперативная лавка.
Однако с 1960-х годов начался упадок: население резко сократилось, хозяйственные постройки и части домов-комплексов пришли в упадок.
В результате сокращения населения в 1957 году году деревни Большая Сельга (фин. Suuriselkä, лив.-карел. Iľľan Seľgü) и Малая Сельга (фин. Pieniselkä, лив.-карел. Herran Seľgü) были объединены под общим названием Сельга.
В то же время деревни Каменный Ручей (фин. и лив.-карел. Hattu) и Сарипорог (фин. Saarikoski) были присоединены к деревне Улваны (фин. Ulvana, лив.-карел. Ulvan). Но впоследствии Улваны опустели и деревня Каменный Ручей была передана в состав Сельги.
К 1979—1980 годам деревня постепенно превращалась в дачное поселение, а к 1995 году многие дома стояли пустыми или использовались только сезонно. К утратам исторического облика привели не только естественное разрушение строений, но и замена традиционных тёсовых крыш шифером, а также постройка современных домов, дисгармонирующих с деревенской архитектурой. Часовня, некогда бывшая центром поселения, сейчас находится в полуразрушенном состоянии.

## Достопримечательности
Сохранилось несколько типичных построек Олонецких карел.
В Большой Сельге:
- дом Дубровина (конец XIX века),
- дом Мелкуевых (XIX век),
- дом Родионовой (конец XIX века),
- дом Ольхина Н. Е. (конец XIX века), а также двор-сарай Ольхина В. М. (1940—1950 гг.),
- дом Кипрушова И. В. (1934—1935 гг.),
- дом Кононова А. П. (1925—1929 гг).

В Малой Сельге:
- дом Руппиева (1920—1930 гг.),
- амбар Леккоевой (XIX век).

В Каменном Ручье:
- дом Татчиевой (середина XIX века).

## Культура
Деревня включена в перечень исторических населённых мест Приказом Министерства культуры Республики Карелия № 31 от 18 февраля 1998 года.
- Ильин день — традиционное празднование престольного праздника деревни[10].
- Музей — открытая площадка этнокультурного центра «Большая Сельга» Олонецкого национального музея карелов-ливвиков имени Н. Г. Прилукина[11].

## Население
| 2002 | 2009 | 2010 | 2013 |
| ---- | ---- | ---- | ---- |
| 59   | ↘39  | ↗47  | ↘45  |